# Niederfrohna
Niederfrohna ist ein Dorf nordwestlich von Chemnitz im Landkreis Zwickau in Sachsen, Deutschland. Es bildet zusammen mit Limbach-Oberfrohna die Verwaltungsgemeinschaft Limbach-Oberfrohna.

## Geografie

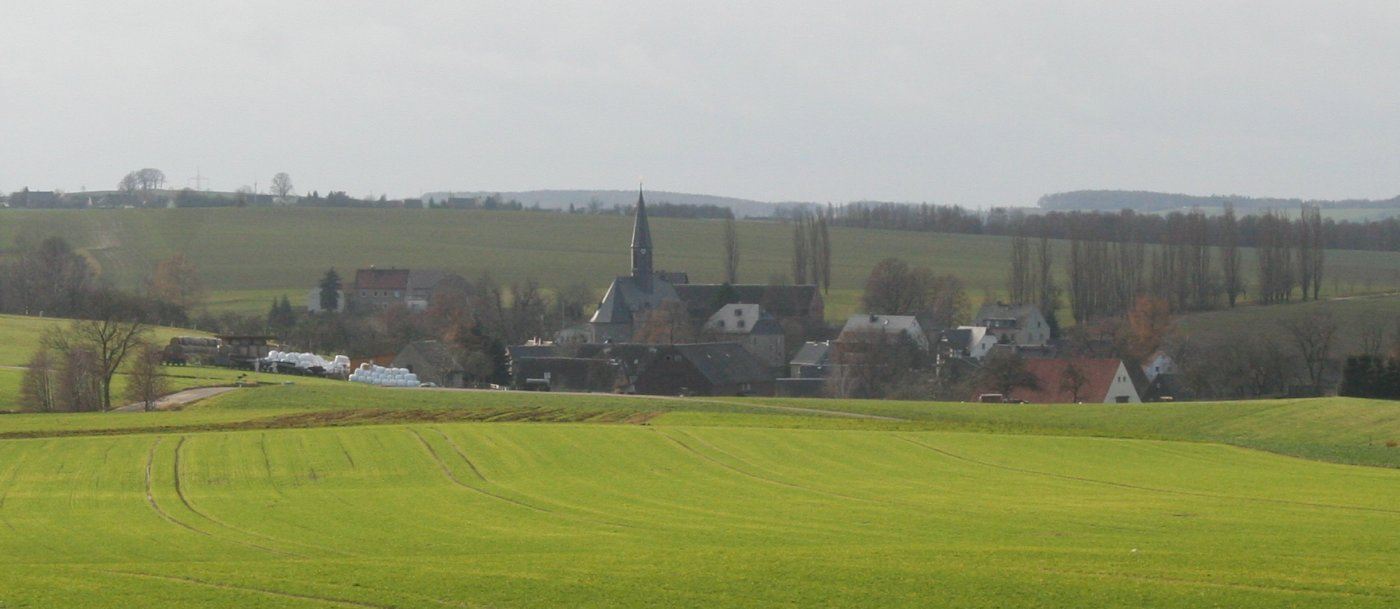
OT Niederfrohna von der A72 aus gesehen

### Geografische Lage und Verkehr
Niederfrohna liegt 6 km nördlich von Limbach-Oberfrohna und erstreckt sich links und rechts des Frohnbachs. Die Gemeinde ist über eine eigene Abfahrt der A 72 erreichbar. Die einstige B 95 führt am Ort vorbei. Der Ort ist auch über die südlich verlaufende A 4 Anschlüsse Chemnitz-Mitte und Limbach-Oberfrohna zu erreichen. Die höchste Erhebung im Ort ist der Ochsenberg bei Fichtigsthal mit 366 Meter Höhe.

### Ortsgliederung
Der Ort gliedert sich in die Ortsteile Fichtigsthal, Mittelfrohna, Jahnshorn und Niederfrohna. Die Siedlung Jahnshorn befindet sich innerhalb der Flur des Ortsteils Niederfrohna.

### Nachbarorte
|                                               | Stadt Penig im Landkreis Mittelsachsen      | Gemeinde Mühlau im Landkreis Mittelsachsen        |
|                                               | Kompassrose, die auf Nachbargemeinden zeigt | Gemeinde Hartmannsdorf im Landkreis Mittelsachsen |
| Stadt Limbach-Oberfrohna im Landkreis Zwickau |                                             |                                                   |

## Geschichte

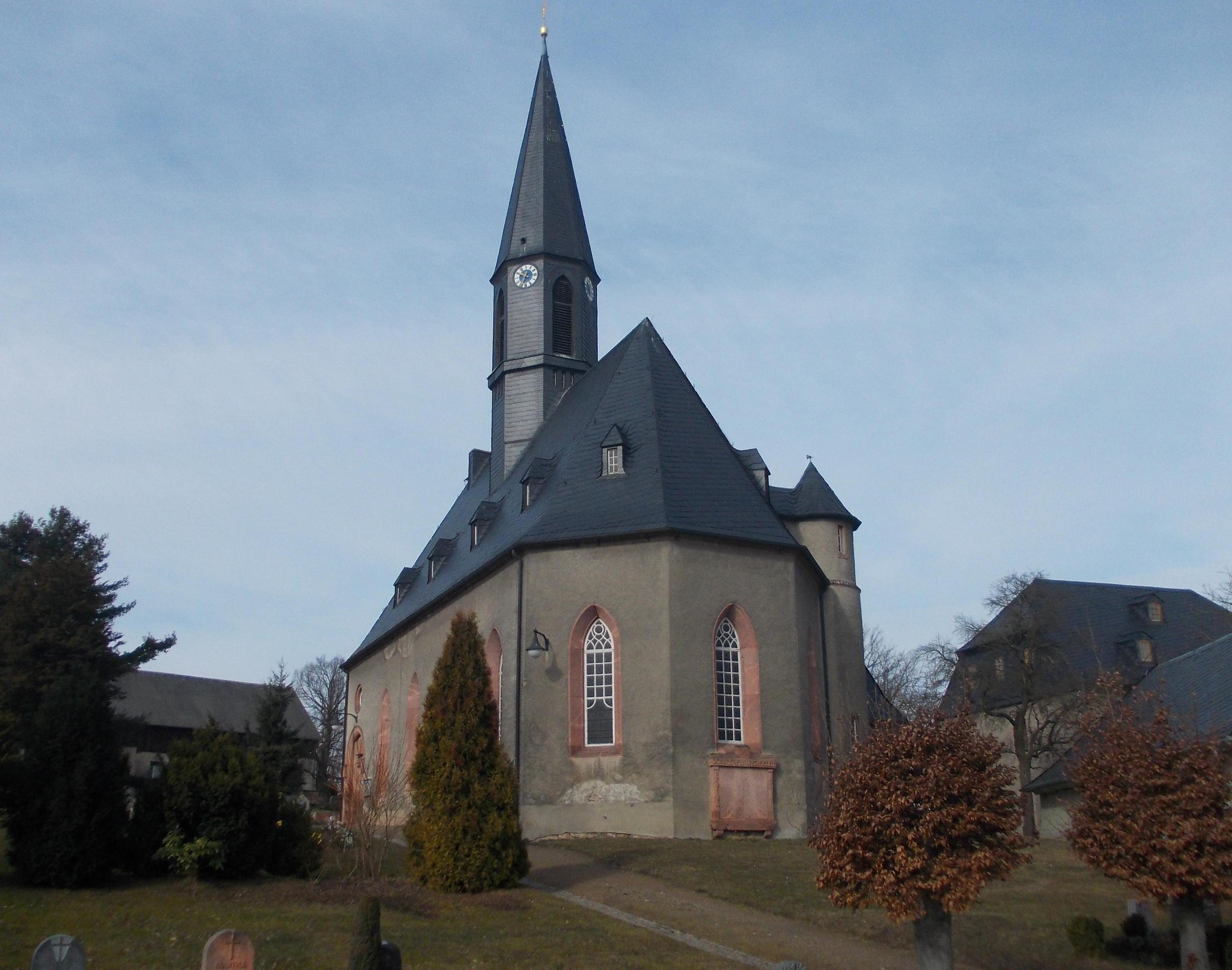
Christuskirche Niederfrohna

Die urkundliche Ersterwähnung von Niederfrohna, als Herrschaft von Heinrich und Jost von „Frohne“ stammt vom 19. Oktober 1236. Die bäuerliche Besiedlung des Orts, der seinen Namen vermutlich vom durch den Ort fließenden Frohnbach hat, erfolgte unter der Herrschaft des Wiprecht von Groitzsch und seiner Vasallen. Die Christuskirche im Zentrum von Niederfrohna wurde im Jahr 1519 im Stil der sächsischen Spätgotik errichtet. Die Grundherrschaft über Niederfrohna lag um 1551 nur anteilig beim Rittergut Limbach, der andere Anteil wurde als Amtsdorf geführt. Um 1696 unterstand Niederfrohna komplett dem Rittergut Limbach. Im 18. Jahrhundert unterstand Niederfrohna dem „trockenen“ Rittergut Niederfrohna, d. h., dass das Rittergut lediglich
aus grund- und gerichtsherrlichen Befugnissen bestand. Das Gutshaus des Ritterguts wurde im Jahr 1774 erbaut. Im Jahr 1562 wurde die Wetzelmühle erstmals urkundlich erwähnt.
Niederfrohna gehörte um 1551 anteilig der schönburgischen Herrschaft Penig und dem kursächsischen Amt Chemnitz. Nach 1696 bis 1856 unterstand Niederfrohna komplett dem kursächsischen bzw. königlich-sächsischen Amt Chemnitz. Einzig die 1552 erstmals erwähnte Siedlung Jahnshorn in der Niederfrohnaer Flur gehörte als Zubehör des Ritterguts Kaufungen zur Herrschaft Wolkenburg, welche wiederum als Exklave zum kursächsischen Amt Borna gehörte. Kirchlich war Jahnshorn bis 1858 nach Kaufungen gepfarrt, seitdem nach Niederfrohna. Im Jahr 1851 kamen Jahnshorn als Teil der Herrschaft Wolkenburg und Niederfrohna als Zubehör des Ritterguts Niederfrohna an das königlich-sächsische Gericht Limbach. Seit 1856 gehörte Niederfrohna mit Jahnshorn
zum Gerichtsamt Limbach, das im Jahr 1875 in der Amtshauptmannschaft Chemnitz aufging. Sächsische Auswanderer aus Niederfrohna gründeten 1839 die Stadt Frohna im US-Bundesstaat Missouri.
Im Jahr 1936 wurde Mittelfrohna mit Fichtigsthal eingemeindet. Durch die zweite Kreisreform in der DDR kam die Gemeinde Niederfrohna im Jahr 1952 zum Kreis Chemnitz-Land im Bezirk Chemnitz (1953 in Kreis Karl-Marx-Stadt-Land und Bezirk Karl-Marx-Stadt umbenannt), der ab 1990 als sächsischer Landkreis Chemnitz fortgeführt wurde. Bei dessen Auflösung kam die Gemeinde Niederfrohna im Jahr 1994 zum Landkreis Chemnitzer Land, der 2008 im Landkreis Zwickau aufging.

### Einwohnerentwicklung
Am 3. Oktober 1990 zählte Niederfrohna 2332 Einwohner. Folgende Einwohnerzahlen beziehen sich auf den 31. Dezember des voranstehenden Jahres:
| 1998 bis 2002 - 1998 – 2583 - 1999 – 2631 - 2000 – 2641 - 2001 – 2638 - 2002 – 2611 | 2003 bis 2007 - 2003 – 2572 - 2004 – 2567 - 2005 – 2541 - 2006 – 2519 - 2007 – 2498 | ab 2008 - 2008 – 2471 - 2012 – 2296 - 2013 – 2236 - 2018 – 2221 - 2019 – 2236 |

 Quelle: Statistisches Landesamt des Freistaates Sachsen

## Politik

### Gemeinderat
Seit der Gemeinderatswahl am 9. Juni 2024 verteilen sich die 14 Sitze des Gemeinderates folgendermaßen auf die einzelnen Gruppierungen:
- Unabhängige Liste Niederfrohna: 6 Sitze
- CDU: 5 Sitze
- AfD: 3 Sitze

| Sitzverteilung im Gemeinderat Niederfrohna 2024Insgesamt 14 Sitze - UL: 6 - CDU: 5 - AfD: 3 | Jahr                                 | 2024   | 2024   | 2019   | 2019   | 2014   | 2014   |
| Sitzverteilung im Gemeinderat Niederfrohna 2024Insgesamt 14 Sitze - UL: 6 - CDU: 5 - AfD: 3 | Jahr                                 | Sitze  | in %   | Sitze  | in %   | Sitze  | in %   |
| Sitzverteilung im Gemeinderat Niederfrohna 2024Insgesamt 14 Sitze - UL: 6 - CDU: 5 - AfD: 3 | Unabhängige Liste Niederfrohna       | 6      | 47,4   | –      | –      | –      | –      |
| Sitzverteilung im Gemeinderat Niederfrohna 2024Insgesamt 14 Sitze - UL: 6 - CDU: 5 - AfD: 3 | CDU                                  | 5      | 32,9   | 3      | 20,3   | 2      | 19,4   |
| Sitzverteilung im Gemeinderat Niederfrohna 2024Insgesamt 14 Sitze - UL: 6 - CDU: 5 - AfD: 3 | AfD                                  | 3      | 19,7   | 1      | 11,0   | –      | –      |
| Sitzverteilung im Gemeinderat Niederfrohna 2024Insgesamt 14 Sitze - UL: 6 - CDU: 5 - AfD: 3 | Freie Wählervereinigung Niederfrohna | –      | –      | 10     | 68,7   | 11     | 70,1   |
| Sitzverteilung im Gemeinderat Niederfrohna 2024Insgesamt 14 Sitze - UL: 6 - CDU: 5 - AfD: 3 | SPD                                  | –      | –      | –      | –      | –      | 5,8    |
| Sitzverteilung im Gemeinderat Niederfrohna 2024Insgesamt 14 Sitze - UL: 6 - CDU: 5 - AfD: 3 | FDP                                  | –      | –      | –      | –      | –      | 4,7    |
| Sitzverteilung im Gemeinderat Niederfrohna 2024Insgesamt 14 Sitze - UL: 6 - CDU: 5 - AfD: 3 | Wahlbeteiligung                      | 82,1 % | 82,1 % | 74,7 % | 74,7 % | 58,4 % | 58,4 % |

### Bürgermeister
Bürgermeister ist seit 2022 Jens Hinkelmann (CDU).
| Wahl | Bürgermeister    | Vorschlag       | Wahlergebnis (in %) |
| ---- | ---------------- | --------------- | ------------------- |
| 2022 | Jens Hinkelmann  | CDU             | 83,0                |
| 2015 | Klaus Kertzscher | FW Niederfrohna | 53,7                |
| 2008 | Klaus Kertzscher | FW Niederfrohna | 94,5                |
| 2001 | Lothar Philipp   | FW Niederfrohna | 98,7                |

## Sehenswürdigkeiten
- Rittergut Mittelfrohna, Portal HerrenhausWetzelmühle

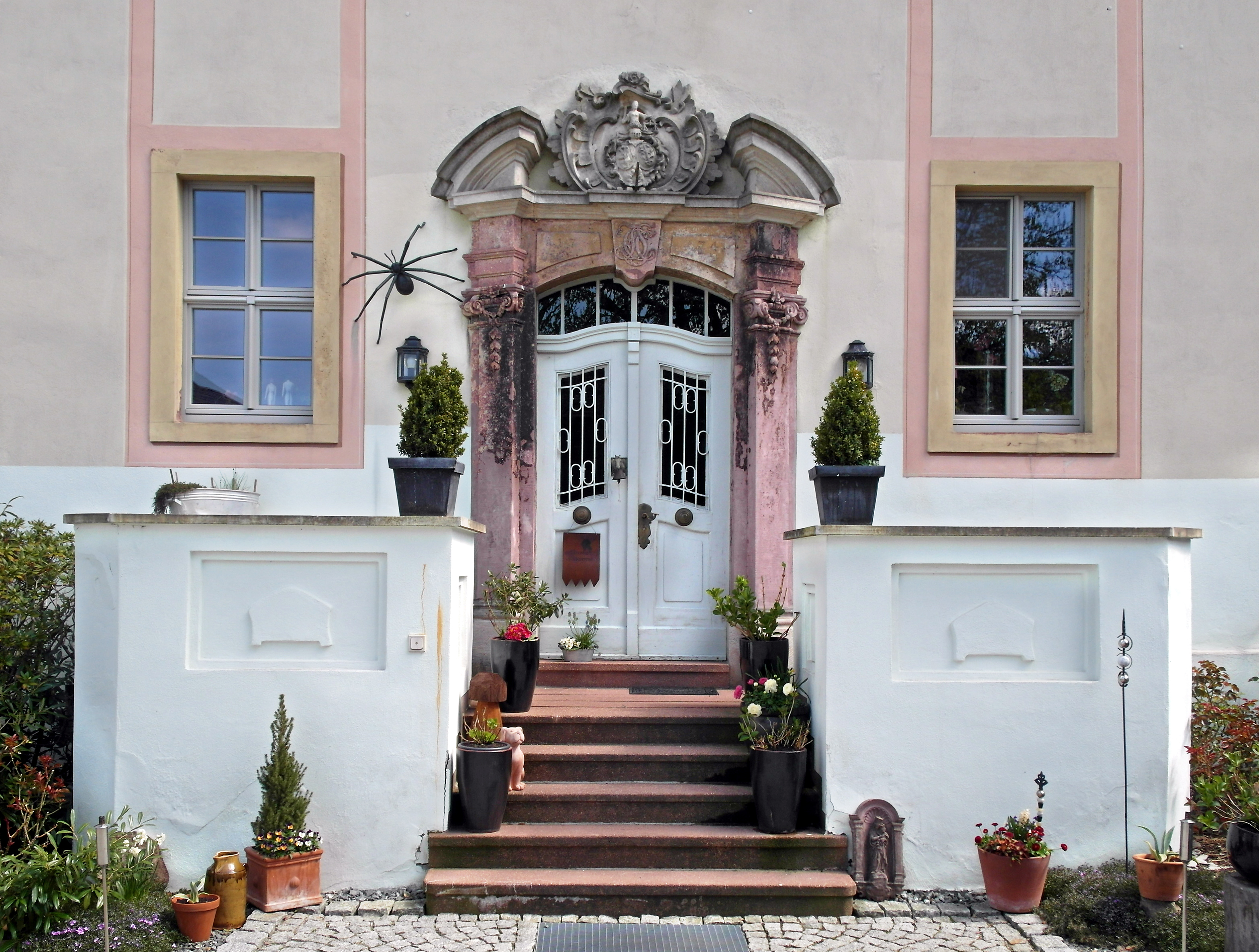
Rittergut Mittelfrohna, Portal Herrenhaus

- Rittergut Niederfrohna mit denkmalgeschütztem Eingangsportal
- Kleine Kunstgalerie im Rathaus
- Christuskirche (im Jahr 1519 im spätgotischen Stil errichtet)
- Johanniskirche (mit gut erhaltener Urban-Kreutzbach-Orgel)

### Naturschutz
- Siehe auch: Liste der Naturdenkmale in Niederfrohna

## Persönlichkeiten

### Söhne und Töchter der Gemeinde
- Georg Friedrich von Schönberg (1586–1650), kursächsischer Berg- und Amtshauptmann
- Antonius von Schönberg (1588–1638), sachsen-altenburgischer Kammer- und Hofrat
- Johann Christian Henrici (1749–1818), Rhetoriker und Altertumsforscher
- Helmut Liebermann (1923–2013), Diplomat der DDR

### Personen, die mit dem Ort in Verbindung stehen
- Johann Traugott Sterzel (1841–1914), Paläontologe – die Grundschule des Ortes trägt seinen Namen.
- Ernst Gerhard Wilhelm Keyl (1804–1872), Mitbegründer der lutherischen Missouri-Synode